# Аврелиева дорога

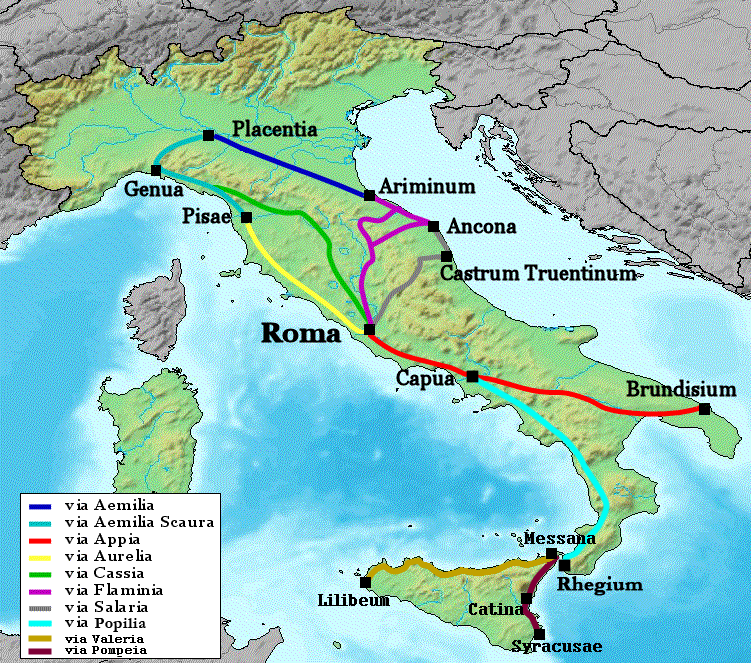
Аврелиева дорога обозначена жёлтым цветом

Авре́лиева дорога (лат. Via Aurelia) — римская дорога, проходившая по средиземноморскому побережью Италии и древней Галлии. 
Строительство дороги началось в 241 году до н. э. по инициативе римского консуляра Гая Аврелия Котты. Она начиналась в Риме, затем шла по западному побережью Апеннинского полуострова, проходила через Пизу (Pisæ) и заканчивалась в Луни (Luna). После присоединения завоёванных территорий дорога постепенно достраивалась. Так, в 109 году до н. э. строительство дороги продолжил консул Эмилий — эта часть дороги получила название дороги Эмилия Скавра. Она проходила через Геную (Genua) и Вадо-Лигуре (Vada Sabatia). После присоединения территорий, вошедших в состав римской провинции Приморские Альпы, император Октавиан Август вновь возобновил строительство дороги. Этот отрезок получил название дороги Юлия Августа — он начинался в Пьяченце (Placentia) и доходил до Арля (Arelate) на Роне.